# Saint-Julien-l'Ars
Saint-Julien-l'Ars è un comune francese di 2 371 abitanti situato nel dipartimento della Vienne nella regione della Nuova Aquitania.

## Società

### Evoluzione demografica
Abitanti censiti